# Aeonium hierrense
Aeonium hierrense (Murray) Pit. & Proust es una especie de planta tropical con hojas suculentas del género Aeonium, familia Crassulaceae.

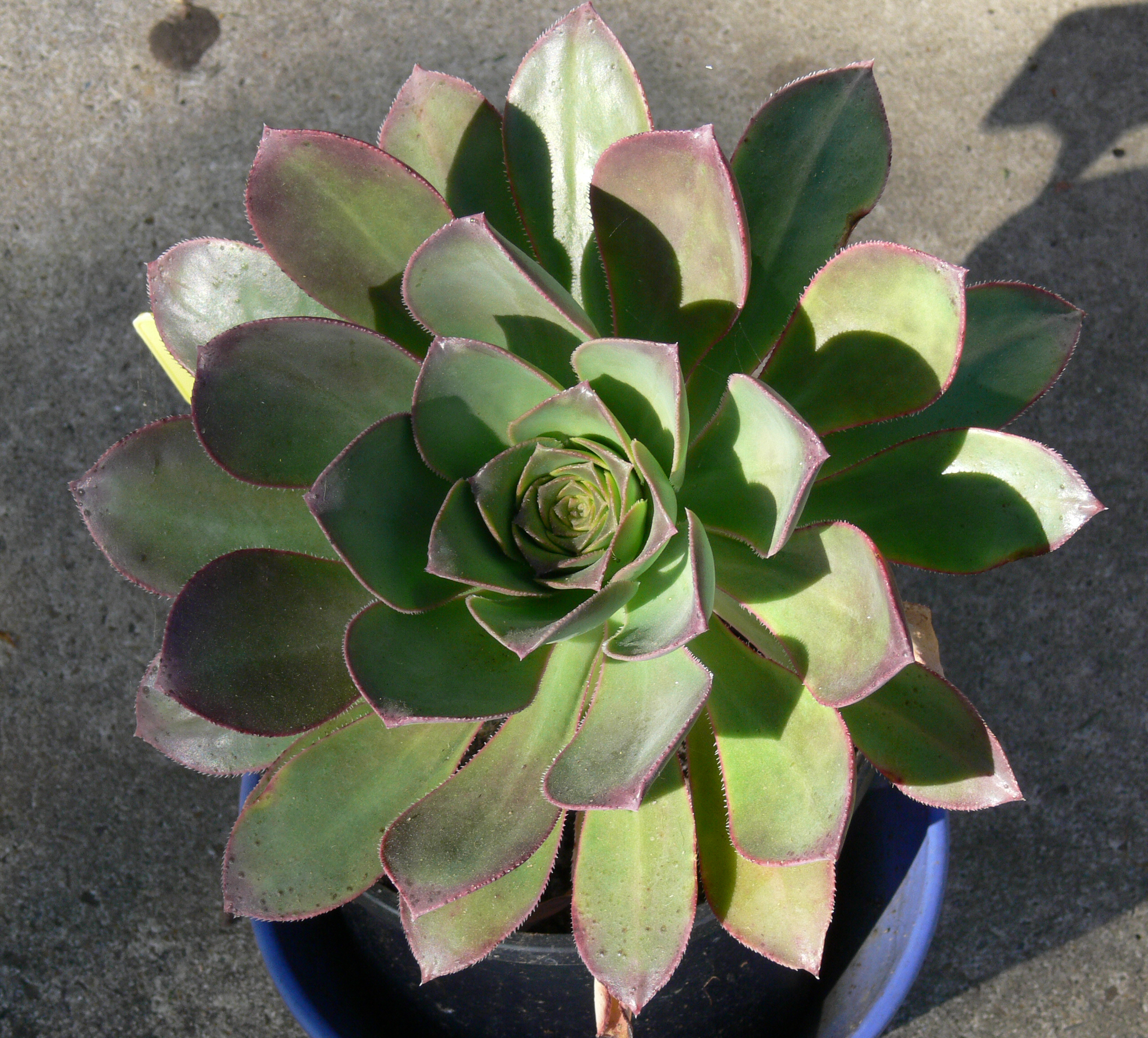
detalle de las hojas

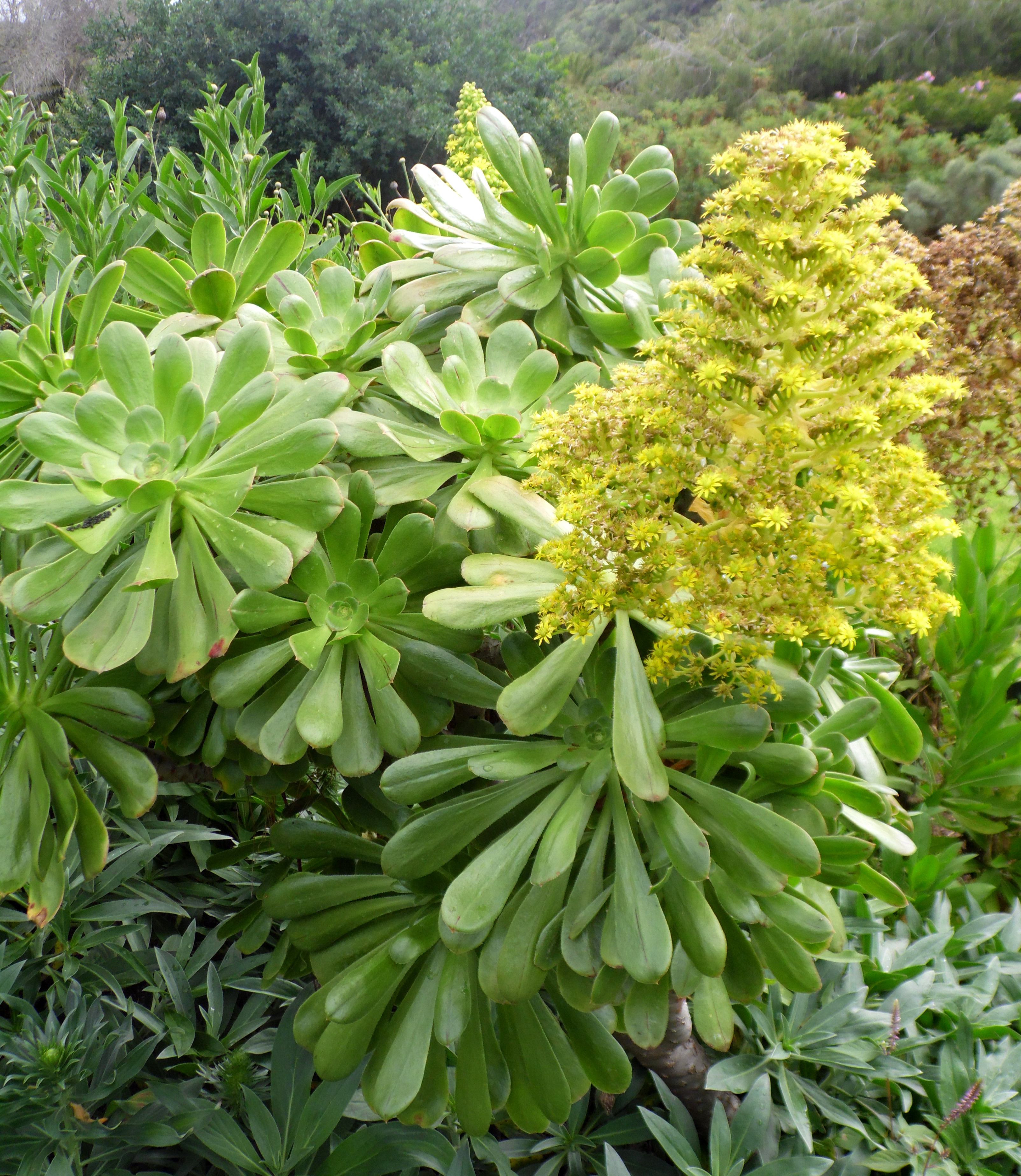
Con inflorescencia

## Descripción
Pertenece al grupo de especies arbustivas que poseen normalmente tallos sin ramificar. Se diferencia de especies similares por sus inflorescencias piramidales y pubescentes, con flores con 6-9 pétalos blanquecinos, a menudo teñidos de rosa. Las hojas son obovadas u oblanceoladas, gruesas, glaucas y glabras, con el margen ciliado.

## Distribución geográfica
Aeonium hierrense es un endemismo de El Hierro y La Palma en las Islas Canarias.

## Taxonomía
Aeonium hierrense fue descrita por  (Murray) Pit. & Proust y publicado en Iles Canaries 191. 1909.
Etimología
Ver: Aeonium
hierrense: epíteto que hace referencia a la isla de El Hierro, donde vive esta planta.
Sinonimia
- Sempervivum hierrense Murr.[3][4]

## Nombre común
Se conoce como "bejeque sanjora".